# Поршинев

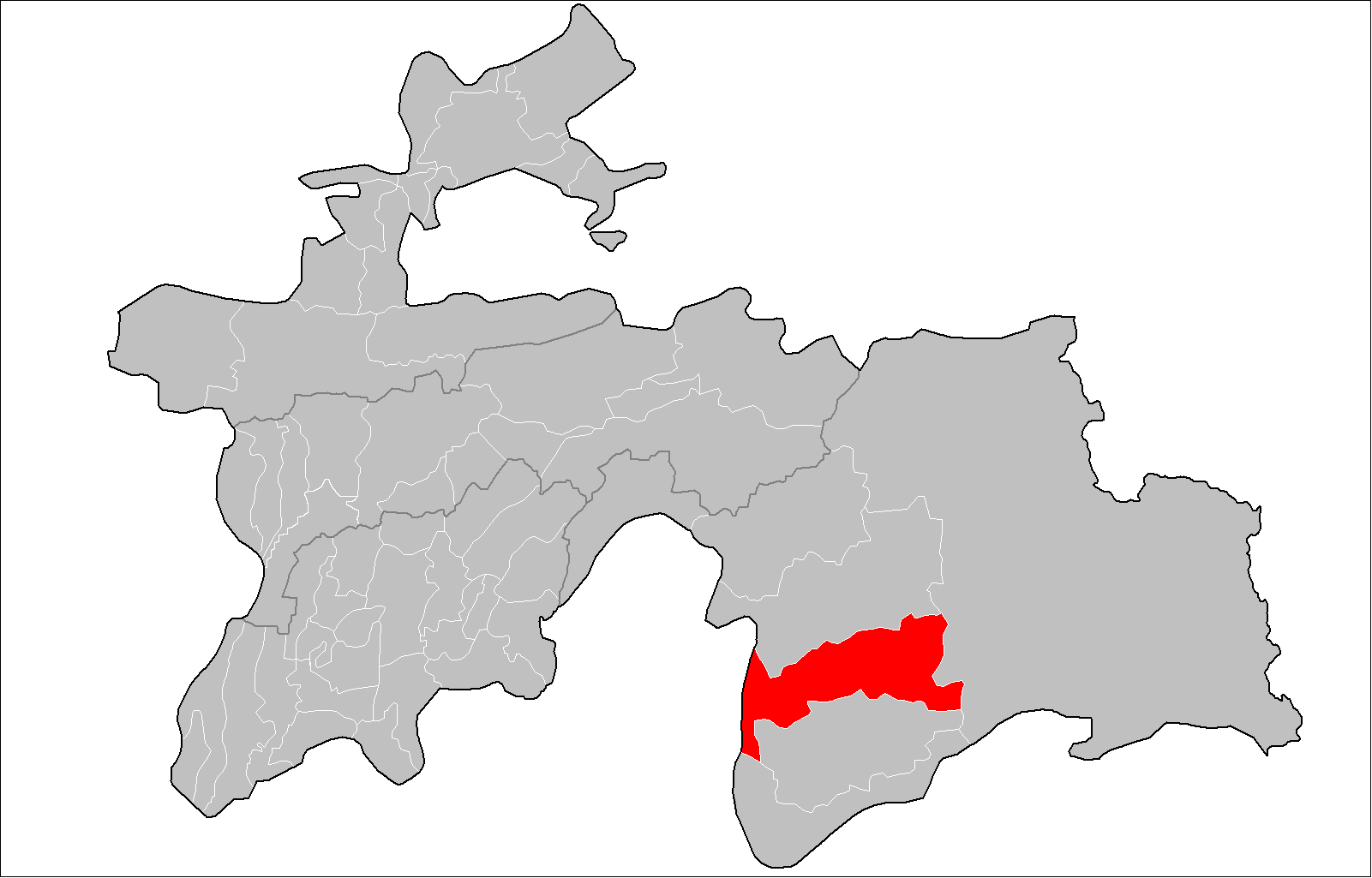
Расположение Шугнанского района в Таджикистане

Расположение Горно-Бадахшанской автономной области в Таджикистане

Поршинев, или Поршневский джамоат (тадж. Ҷамоати деҳоти Поршинев) — сельская община (джамоат), административно-территориальная единица, которая входит в состав Шугнанского района Горно-Бадахшанской автономной области Таджикистана. 
В джамоате проживают исключительно природные шугнанцы, говорящие на шугнанском языке (применительно к восточноиранским языкам). 

## Селения джамоата

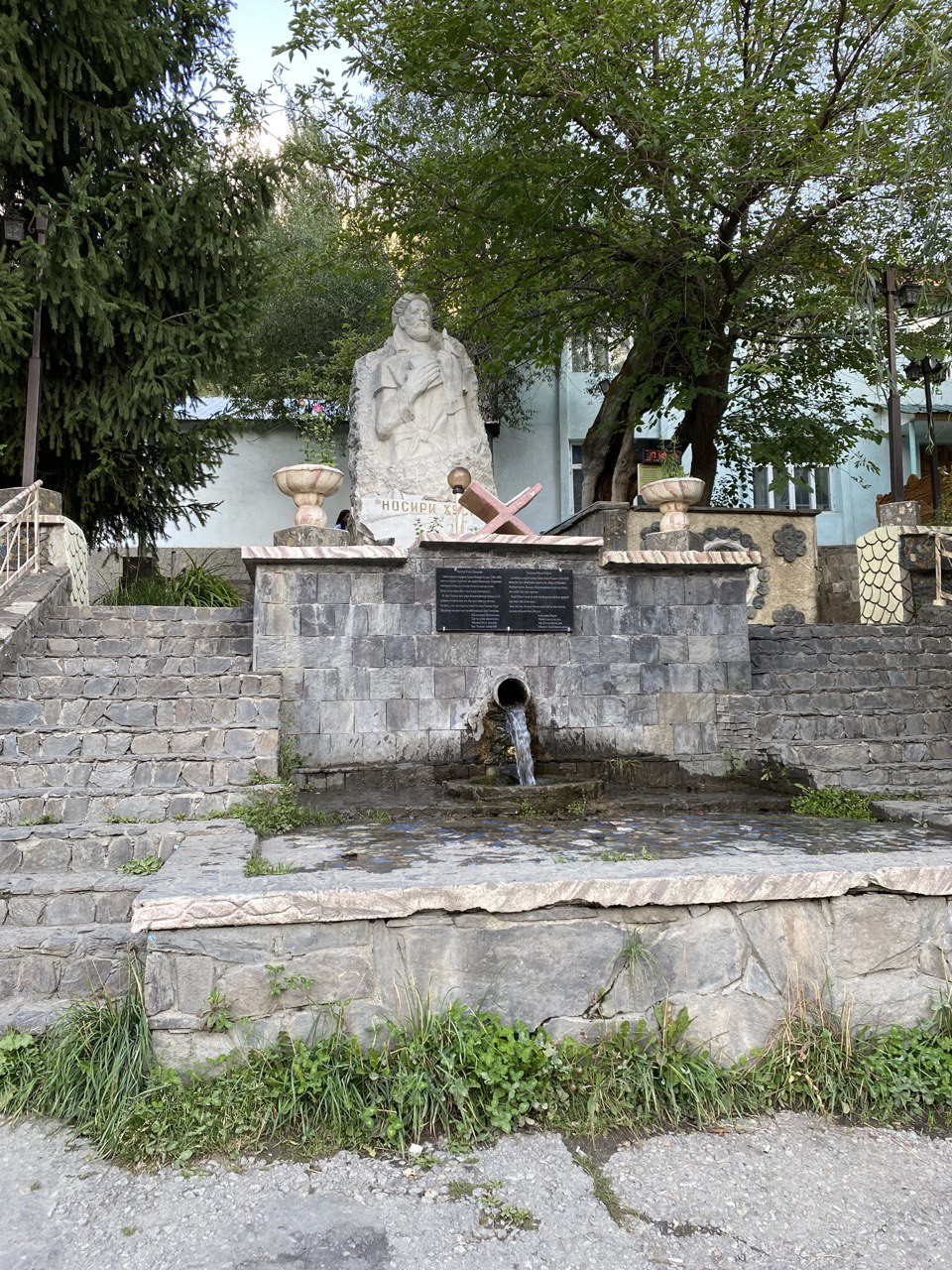
Источник Носири Хусрав

## Известные уроженцы
- Шотемур, Шириншо (1899—1937) — советский политический деятель, один из шести героев Таджикистана.
- Моёншо Назаршоев (1929—1994)) — советский, таджикский государственный, политический и научный деятель.
- Тошмухамедов Мастибек (1908—1988) — советский военный, политический и государственный деятель, первый генерал — таджик по национальности в СССР.
- Шохзода Амонбек (1944—1993) — поэт.
- Миралибеков Ниятбек (1940—2007) — кандидат биологических наук, директор Памирского ботанического сада (1979—1999; 2003—2007; зам. директора 1999—2003) Памирского биологического института им. академика Х. Ю. Юсуфбекова АН Республики Таджикистан.
- Миралибеков Бодурбек (1950 г. р.) — Народный артист Таджикистана.
- Наврузшоев Довутшо (1955 г. р.) — доктор биологических наук, директор Памирского биологического института им. академика Х. Ю. Юсуфбекова АН Республики Таджикистан (с 2014).
- Шогунбеков Шорух (1958—2000) — известный математик, кандидат физико-математических наук.